# Городиловичі (Вілейський район)
Городиловичі (біл. вёска Гарадзілавічы) — село в складі Вілейського району Мінської області, Білорусь. Село підпорядковане Куранецькій сільській раді, розташоване в північній частині області.

## Історія
У 1921–1945 роках село знаходилось у Польщі, у Вільнюськім воєводстві, Вілейського повіту, у гміні Костеневичі.

## Населення
- 1866 рік — 68 людини, 9 будинків[1]
- 1931 рік — 105 людини, 16 будинків[2].